# Apostolska nunciatura v Iraku
Apostolska nunciatura v Iraku je diplomatsko prestavništvo (veleposlaništvo) Svetega sedeža v Iraku, ki ima sedež v Bagdadu; ustanovljena je bila 17. decembra 1832.
Trenutni apostolski nuncij je Giorgio Lingua.

## Seznam apostolskih nuncijev
- Henri-Marie Amanton (10. marec 1857–27. marec 1865)
- Eugène-Louis-Marie Lion (13. marec 1874–8. avgust 1883)
- Henri-Victor Altamayer (27. marec 1884–28. avgust 1902)
- Désiré-Jean Drure (5. marec 1904–27. maj 1917)
- François de Berré (19. september 1922–4. maj 1929)
- Antonin-Fernand Drapier (23. november 1929–19. november 1936)
- Georges-Marie-Joseph-Hubert-Ghislain de Jonghe d'Ardoye (16. oktober 1938–6. julij 1947)
- Armand-Etienne M. Blanquet du Chayla (20. november 1948–17. september 1964)
- Paul-Marie-Maurice Perrin (31. julij 1965–16. januar 1970)
- Paolo Mosconi (11. april 1970–maj 1971)
- Jean-Édouard-Lucien Rupp (8. maj 1971–1978)
- Antonio del Giudice (22. december 1978–20. avgust 1982)
- Luigi Conti (19. november 1983–17. januar 1987)
- Marian Oles (28. november 1987–9. april 1994)
- Giuseppe Lazzarotto (23. julij 1994–11. november 2000)
- Fernando Filoni (17. januar 2001–25. februar 2006)
- Francis Assisi Chullikatt (29. april 2006–17. julij 2010)
- Giorgio Lingua (4. september 2010–7. oktober 2019)
- Mitja Leskovar (1. maj 2020–danes)